# Z1/2次列車
Z17/18列車（中国語: Z17/18次列车）とは、中華人民共和国の首都北京と黒竜江省省都ハルビン市との間で運行されている。中国鉄路総公司ハルビン鉄路局が運行する特急列車である。

## 概要
Z17/18次列車では、四方製の中国国鉄25T型客車が使用されている。その走行距離は1,249kmに及び、経路はほぼ京哈線。

## 歴史
2009年12月30日、北京～ハルビン間の旅客列車(列車番号Z1/2次)が正式に運行を開始した。

## 列車編成
Z17/18次列車の編成は18輛編成で、軟臥車（1等寝台車）13輛、軟座車（1等座席車）4輛、食堂車1輛である。

### 現有編成（2010年12月16日以降）

#### 牽引機
| 区間                   | 北京↔ハルビン/ハルビン東                           |
| 機関車 所属 機関士所属 | 東風11G型 ハルビン鉄路局三棵樹機務段 瀋陽/ハルビン |

#### 客車
| 運行区間   | 北京↔ハルビン/ハルビン東   | 北京↔ハルビン/ハルビン東 | 北京↔ハルビン/ハルビン東   | 北京↔ハルビン/ハルビン東 |
| 号車番号   | 1-13                       | 14                       | 15-18                      |                          |
| 車輛の種類 | RW25T 軟臥車 （1等寝台車） | CA25T 食堂車             | RZ25T 軟座車 （1等座席車） |                          |

### 過去の編成（2009年12月30日-2010年12月15日）

#### 牽引機
| 区間                   | 北京↔ハルビン                      |
| 機関車 所属 機関士所属 | 韶山9G型 瀋陽鉄路局瀋陽機務段 瀋陽 |

#### 客車
| 運行区間   | 北京↔ハルビン              | 北京↔ハルビン              | 北京↔ハルビン              | 北京↔ハルビン | 北京↔ハルビン | 北京↔ハルビン |
| 号車番号   | 1-3                        | 4-9                        | 10-15                      |               |               |               |
| 車輛の種類 | RW25T 軟臥車 （1等寝台車） | YW25T 硬臥車 （2等寝台車） | RW25T 軟臥車 （1等寝台車） |               |               |               |

## 時刻表
| Z17次 （ハルビン西行き） | Z17次 （ハルビン西行き） | Z17次 （ハルビン西行き） | 停車駅     | Z18次 （北京行き） | Z18次 （北京行き） | Z18次 （北京行き） |
| 走行距離                 | 到着時間                 | 出発時間                 |            | 到着時間           | 出発時間           | 走行距離           |
| ------------------------ | ------------------------ | ------------------------ | ---------- | ------------------ | ------------------ | ------------------ |
| 0                        | —                        | 21:15                    | 北京       | 07:52              | —                  | 1258               |
| 1258                     | 07:12                    | —                        | ハルビン西 | ―                  | 21:33              | 0                  |

## 脚註
1. ↑  哈尔滨至北京增开一站式直达旅客列车